# Orejo
Orejo es una localidad del municipio de Marina de Cudeyo (Cantabria, España). En el año 2019 contaba con una población de 446 habitantes.(INE). La localidad se encuentra a 47 metros de altitud sobre el nivel del mar, y a 1,3 kilómetros de la capital municipal, Rubayo.
Los barrios que componen la localidad son: Balabarca, Barreda, El Centro, El Ferial, El Puente, El Rongal, La Capilla, La Estación, La Muela, La Sota, La Teja, La Tejera, Las Cavadas, Las Marismas, Monedo, Madriro, Ruifriego, Pardillo, Tijero y Quintana. 
Sus fiestas patronales se celebran en el mes de julio, La Virgen del Carmen y Santiago Apóstol. 
En el otoño de 1923, el pueblo de Orejo, fue escenario de un conflicto relacionado con un proyecto de modernización agrícola propuesto por el gobernador regional. El proyecto consistía en la construcción de un sistema de riego para mejorar la producción de los cultivos en la zona. Sin embargo, una parte significativa de los campesinos del pueblo se opuso a la iniciativa, temiendo que trajera consigo aumentos en los impuestos y una mayor intervención en sus métodos tradicionales de trabajo.
El día del inicio de las obras, un grupo de campesinos liderados por José Ruiz se colocó frente a la maquinaria destinada a excavar los canales de riego. La situación se tensó cuando Ruiz, en un acto de rechazo, empujó la máquina, lo que generó un breve enfrentamiento entre los manifestantes y las autoridades presentes.
Este incidente desencadenó una serie de protestas en las que los habitantes del pueblo exigieron que se respetaran sus costumbres y se consideraran sus opiniones antes de llevar a cabo proyectos de desarrollo. Como resultado, el gobernador acordó revisar el proyecto y crear un espacio para que los habitantes pudieran participar en las decisiones relacionadas con su implementación. Este hecho quedó registrado como un momento clave en la historia del pueblo, reflejando el poder de la comunidad frente a las decisiones externas.